# Suzanne Juyol
Suzanne Juyol (née le 1er janvier 1920 à Margency – morte le 20 juillet 1994 à Margency) était une chanteuse lyrique française, la première soprano dramatique de son époque en France.

## Biographie
Suzanne Juyol étudie au Conservatoire de Paris et fait ses débuts professionnels au Palais Garnier, en 1942, dans le rôle de Margared dans Le Roi d'Ys, puis dans Pénélope de Fauré, Ariane de Dukas, Marguerite dans La Damnation de Faust de Berlioz et dans Faust de Gounod. Ses débuts à l'Opéra-Comique ont eu lieu en 1946, dans le rôle de Charlotte dans Werther suivis d'autres rôles : Carmen, Tosca, Santuzza in Cavalleria rusticana, etc.
Elle fait ses débuts à l'Opéra de Monte-Carlo en 1947, où elle commence à chanter des rôles wagnériens tels que Kundry, les deux Brunhildes et Ortrud. Le succès est tel qu'elle est invitée à chanter Tristan et Isolde au Staatsoper de Berlin  en compagnie de Max Lorenz, en 1951.
Alors qu'une carrière internationale s'annonce, Suzanne Juyol quitte la scène en 1960, à l'âge de 40 ans seulement. Elle était mariée à Victor Serventi, professeur de chant à l'Opéra de Paris.

## Sélection d'enregistrements
- 1951 - Bizet - Carmen - Suzanne Juyol, Libero de Luca, Janine Micheau, Julien Giovannetti - Chœur et orchestre de l'Opéra-Comique, Albert Wolff - DECCA
- 1953 - Massenet - Werther - Charles Richard, Suzanne Juyol, Agnes Léger, Roger Bourdin - Chœur et orchestre de l'Opéra-Comique, Georges Sébastian - URANIA

## Sources
- Dictionnaire des interprètes, Alain Paris, (Robert Laffont,  1982).  (ISBN 2-221-06660-X)
- Guide de l’opéra, Roland Mancini & Jean Rouveroux, (Fayard, 1995).  (ISBN 2-213-59567-4)